# Antonio Roldán Betancourt Airport
Antonio Roldán Betancourt Airport är en flygplats i Colombia. Den ligger i den nordvästra delen av landet, 500 km nordväst om huvudstaden Bogotá. Antonio Roldán Betancourt Airport ligger 14 meter över havet.
Terrängen runt Antonio Roldán Betancourt Airport är platt. Runt Antonio Roldán Betancourt Airport är det ganska tätbefolkat, med 83 invånare per kvadratkilometer. Närmaste större samhälle är Apartadó, 12,7 km nordost om Antonio Roldán Betancourt Airport. Omgivningarna runt Antonio Roldán Betancourt Airport är en mosaik av jordbruksmark och naturlig växtlighet.